# Kap Monaco
Das Kap Monaco (französisch Cap Albert de Monaco) ist ein Kap, welches die südwestliche Spitze der Anvers-Insel im westantarktischen Palmer-Archipel bildet. Dem Kap vorgelagert liegen die Gossler-Inseln.
Entdeckt wurde es bei der von 1873 bis 1874 dauernden deutschen Antarktisexpedition unter der Leitung des Polarforschers Eduard Dallmann, jedoch nicht als Landmarke der Anvers-Insel erkannt. Teilnehmer der Vierten Französischen Antarktisexpedition (1903–1905) unter der Leitung des Polarforschers Jean-Baptiste Charcot kartierten es. Charcot benannte das Kap nach Albert I. von Monaco (1848–1922), einem Sponsor seiner Forschungsreise.